# فرآیند تابش پرتو الکترونی

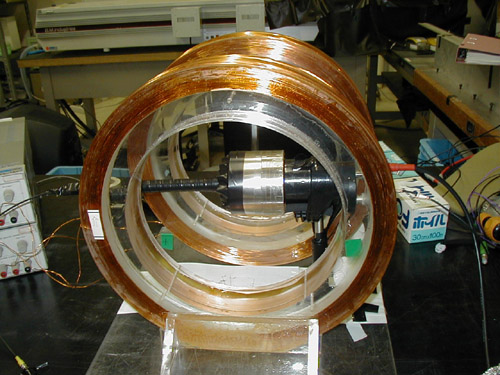
دستگاهی برای فرآیند تابش پرتو الکترونی

پردازش پرتو الکترونی یا تابش الکترونی (EBI) فرآیند استفاده از الکترون‌ها با انرژی بالا، برای اصلاح یک جسم برای اهداف مختلف است. این فرآیند ممکن است در دمای بالا و حتی در جو نیتروژن اتفاق بیفتد. از روش تابش الکترونی می توان برای استریل کردن و اتصال عرضی پلیمرها استفاده نمود.
انرژی های الکترون معمولاً بسته به عمق نفوذ مورد نیاز، از محدوده keV تا MeV  متفاوت است. دوز تابش معمولاً مقیاس  گری (یکا) GY  و راد (یکا) اندازه گیری می شود ( 1 Gy معادل 100 rad ).
اجزای اصلی یک دستگاه پردازش پرتو الکترونی معمولی عبارتند از:  یک تفنگ الکترونی (شامل یک کاتد، شبکه و آند)، که برای تولید و شتاب دادن به پرتو اولیه استفاده می‌شود. و یک سیستم نوری مغناطیسی (تمرکز و انحراف)، که برای کنترل نحوه برخورد پرتو الکترونی به مواد مورد مطالعه ("قطعه کار") استفاده می شود. در حین کار، تفنگ کاتدی الکترون‌های ساطع شده حرارتی را وارد میدان الکترواستاتیکی در سیستم آند کاتد (شبکه و آند) کرده و الکترون‌ها در میدان شتاب می‌گیرند و به شکل پرتوی همسو می‌شوند. سپس پرتو الکترونی از مجموعه تفنگ از طریق حفره خروجی که بر روی صفحه آند قرار دارد با ولتاژ منفی بالا(ولتاژ کاری تفنگ) که به کاتد اعمال می شود، خارج می شود. استفاده از ولتاژ بالا بصورت مستقیم برای تولید یک پرتو الکترونی پرانرژی، امکان تبدیل انرژی الکتریکی ورودی بازدهی بیش از 95 درصد به پرتو الکترونی را میسر می سازد و استفاده از پرتو الکترونی را به یک تکنیک بسیار کارآمد تبدیل می‌کند. پس از خروج از تفنگ، پرتو از یک لنز الکترومغناطیسی و سیستم سیم پیچ انحراف عبور می کند. در این فرآیند از لنز برای ایجاد یک نقطه پرتو متمرکز یا غیر متمرکز بر روی قطعه کار استفاده می شود،و همچنین از سیم پیچ خم شده برای قرار دادن  پرتو در یک مکان ثابت یا ایجاد حرکت نوسانی استفاده می شود.
در پلیمرها، از پرتو الکترونی برای کاهش طول زنجیره پلیمر (که زنجیره پلیمر را کوتاه‌تر می‌کند) و ایجاد اتصال عرضی  در ساختار استفاده می شود که این فرآیند موجب تغییر در خواص پلیمر و  گسترش دامنه کاربردهای آن می شود.  تابش الکترونی می تواند موجب تغییرات در کریستالینیتی و همچنین ریزساختار بشود. لازم به ذکر است فرآیند تابش الکترونی می تواند منجر به   تخریب پلیمر  شود. پلیمرهایی که تحت تابش قرار گرفته اند با استفاده از DSC ، XRD ، FTIR یا SEM مورد بررسی قرار می گیرند .
در کوپلیمرهای پلی (وینیلیدین فلوراید-تری فلوئورواتیلن)، تابش الکترون پرانرژی باعث کاهش سد انرژی برای انتقال فاز فروالکتریک-پارالکتریک می شود و تلفات پسماند پلاریزاسیون در مواد را کاهش می‌دهد.
فرآیند پرتو الکترونی شامل تابش با استفاده از یک شتاب دهنده پرتو الکترونی با انرژی بالا به ماده مورد نظر جهت اصلاح خواص آن می باشد. شتاب‌دهنده‌های پرتو الکترونی از فناوری روشن-خاموش مشابه  پرتو کاتدی مورد استفاده در  تلویزیون برای حرکت پرتو الکترونی استفاده می کنند
پردازش پرتو الکترونی در صنعت عمدتاً برای اصلاح سه ویژگی محصول استفاده می شود:
- اتصال عرضی محصولات پلیمر ی جهت بهبود خواص مکانیکی، حرارتی، شیمیایی و سایر خواص
- تخریب مواد  عمدتا موائ مورد استفاده در بازیافت
- استریل سازی کالاهای پزشکی و دارویی.[۳]

نانوتکنولوژی یکی از حوزه‌های جدید در حال رشد در علم و مهندسی است. تابش اولین ابزار کاربردی در این زمینه است. سال هاست که آرایش اتم ها و یون ها با استفاده از پرتوهای یونی یا الکترونی مورد بررسی قرار می گیرد. کاربردهای جدید تابش الکترونی مربوط به سنتز نانو خوشه های اتم و نانوکامپوزیت است.

## اتصال عرضی
اتصال عرضی پلیمرها از طریق فرآیند پرتو الکترونی، می تواند یک پلیمر ترموپلاستیک را به یک ترموست تبدیل کند . هنگامی که در پلیمرها باتصال عرضی برقرار می شود، حرکت مولکولی قفل شده و پلیمر در برابر گرما پایدار می شود.قفل شدن مولکول ها به یکدیگر از مزایای اتصال عرضی و باعث بهبود خواص زیر می شود:
- حرارتی: مقاومت در برابر دما، پیری، ضربه در دمای پایین و غیره.
- مکانیکی: استحکام کششی ، مدول، مقاومت در برابر سایش، رتبه بندی فشار، مقاومت در برابر خزش و غیره.
- مواد شیمیایی: مقاومت در برابر رشد ترک ناشی از تنش و غیره
- سایر: کاهش حجم ناشی از انقباض حرارتی ، ضریب دمای مثبت و غیره.

اتصالات عرضی باعث ارتباط مولکول های بلند مجاور با پیوندهای شبکه از طریق عملیات شیمیایی یا عملیات پرتو الکترونی می شود.  فرآیند پرتو الکترونی مواد ترموپلاستیک منجر به بهبود خواص  مانند افزایش استحکام کششی و مقاومت در برابر سایش، ترک‌خوردگی ناشی از تنش و حلال‌ها می شود. پروتزهای مفاصل مانند زانو و باسن از پلی اتیلن با وزن مولکولی فوق‌العاده با پیوند عرضی ساخته می‌شوند، زیرا ویژگی‌های سایش عالی با توجه به دلایل گفته شده در تحقیق تحقیق دارند.
پلیمرها استفاده شده با فرآیند تابش الکترونی ک در آنها اتصالات عرضی برقرار شده شامل پلی وینیل کلراید ( PVC )، پلی یورتان ترموپلاستیک و الاستومر (TPU )، پلی بوتیلن ترفتالات (PBT)، پلی آمید / نایلون (PA66، PA6 ، PA11، PA12)، پلی فلوراید ( PVDF )، پلی متیل پنتن (PMP)، پلی اتیلن ها ( LLDPE ، LDPE ، MDPE، HDPE، UHMW PE)، و کوپلیمرهای اتیلن مانند اتیلن-وینیل استات (EVA) و اتیلن تترافلئورواتیلن (ETFE) می باشند. در  برخی از پلیمرها از مواد افزودنی نیز  استفاده می‌کنند تا پلیمر را به آسانی در معرض تابش متقابل قرار بگیرد.
به عنوان مثال از اتصال عرضی با پرتو الکترونی، قطعه ای از جنس پلی آمید برای مقاومت در برابر دماهای بالاتر مورد نیاز برای  لحیم کاری بدون سرب RoHS طراحی شده است.
لوله های پلی اتیلن با نام PEX که اتصال عرضی در آنها صورت گرفته است امروزه معمولا به عنوان جایگزینی برای لوله های مسی برای خطوط آب در ساخت خانه های جدید استفاده می شود. لوله‌کشی PEX دوام و عمر بیشتری از مس دارد و نسبت به مس  خواص بهتر برتری دارد..
فوم تولید شده با استفاده از فرآیند پرتو الکترونی محصولی با کیفیت بالا، سلول ریز و با طراحی و زیبایی بالا دلپذیر تولید شده است.

## انشعاب با زنجیره بلند
استفاده از پرتو الکترونی با دوز کم در گلوله های رزین مورد استفاده برای تولید فوم و قطعات با شکل پذیری حرارتی می تواند  باعث اتصال عرضی و تولید ژل شود. با افزایش استحکام مذاب پلیمر می توان از گلوله های رزین مانند پلی پروپیلن و پلی اتیلن برای ایجاد فوم های با چگالی کمتر استفاده نمود.

## بریدگی زنجیره پلیمر
بریدگی زنجیره یا تخریب پلیمر نیز می تواند از طریق پردازش پرتو الکترونی حاصل شود. پرتو الکترونی می تواند باعث تخریب پلیمرها، شکستن زنجیره ها و در نتیجه کاهش وزن مولکولی شود . در پلی تترا فلوئورواتیلن (PTFE) از پرتو الکترونی و بریدگی زنجیره پلیمری برای ایجاد پودرهای ریز از ضایعات یا مواد غیر درجه یک استفاده شده است.
بریدگی زنجیره ای، شامل  شکستن زنجیره های مولکولی و  تولید  واحدهای مولکولی مورد نیاز از زنجیره است. فرآیند پرتو الکترونی بدون استفاده از مواد شیمیایی قوی که معمولاً برای شروع بریدگی زنجیره استفاده می شود، باعث شکسته شدن زنجیره پلیمری می شود.
به عنوان مثال این فرآیند، برای شکستن الیاف سلولزی استخراج‌شده از چوب به منظور کوتاه کردن زنجیره مولکول‌ها و در نتیجه تولید یک ماده خام است که می‌تواند برای تولید مواد شوینده زیست تخریب‌پذیر و جایگزین‌ برای غذاهای رژیمی مورد استفاده قرار گیرد.
در تفلون (PTFE) نیزاستفاده از پرتو الکترونی باعث ایجاد پودر ریز می شود که از آنها میتوان برای  در جوهرها و تولید پوشش برای صنعت خودروسازی استفاده شود.

## استریل کردن میکروبیولوژیکی
فرآیند پرتو الکترونی این توانایی را دارد که زنجیره‌های DNA موجودات زنده مانند باکتری‌ها را بشکند که منجر به مرگ میکروبی و استریل فضای ساکن آنها می‌شود. فرآیند پرتو الکترونیکی برای استریل کردن محصولات پزشکی و مواد بسته بندی آسپتیک برای غذاها و همچنین ضد عفونی کردن، از بین بردن حشرات زنده از غلات، تنباکو و سایر محصولات فله ای فرآوری نشده استفاده شده است.
استریل کردن با الکترون ها نسبت به سایر روش های ضدعفونی که در حال حاضر مورد استفاده قرار می گیرند مزایای قابل توجهی دارد. این فرآیند سریع، قابل اعتماد و سازگار با اکثر مواد است و پس از انجام آن نیازی به قرنطینه ندارد.  برای برخی از مواد و محصولاتی که به اثرات اکسیداتیو حساس هستند، سطوح قابل تحمل تشعشع برای تابش پرتو الکترونی ممکن است کمی بیشتر از قرار گرفتن معرض پرتو گاما باشد. دلیل آن دوز بالاتر و زمان‌  کوتاه‌ تابش پرتو الکترونیکی است که اثرات تخریبی اکسیژن را کاهش می‌دهد.

## یادداشت
1. 1 2  Imam, Muhammad A; JEELANI, SHAIK; RANGARI, VIJAYA K. (Oct 2015). "Electron-Beam Irradiation Effect on Thermal and Mechanical Properties of Nylon-6 Nanocompoiste Fibers Infused with Diamond and Diamond Coated Carbon Nanotubes". International Journal of Nanoscience. World Scientific. doi:10.1142/S0219581X15500313.
2. ↑  Cheng, Zhoung-Yang; Bharti, V.; Mai, Tian; Xu, Tian-Bing; Zhang, Q. M.; Ramotowski, T.; Wright, K. A.; Ting, Robert (Nov 2000). "Effect of High Energy Electron Irradiation on the Electromechanical Properties of Poly(vinylidene Fluoride-Trifluoroethylene) 50/50 and 65/35 Copolymers". IEEE Transactions on Ultrasonics, Ferroelectrics and Frequency Control. IEEE Ultrasonics, Ferroelectrics, and Frequency Control Society. 47 (6): 1296–1307. doi:10.1109/58.883518. PMID 18238675.
3. 1 2  Bly, J. H.; Electron Beam Processing. Yardley, PA: International Information Associates, 1988.
4. ↑  Chmielewski, Andrzej G. (2006). "Worldwide developments in the field of radiation processing of materials in the down of 21st century" (PDF). Nukleonika. Institute of Nuclear Chemistry and Technology. 51 (Supplement 1): S3–S9.
5. ↑  Berejka, Anthony J.; Daniel Montoney; Marshall R. Cleland; Loïc Loiseau (2010). "Radiation curing: coatings and composites" (PDF). Nukleonika. Institute of Nuclear Chemistry and Technology. 55 (1): 97–106.
6. ↑  «نسخه آرشیو شده». بایگانی‌شده از اصلی در ۲۶ اوت ۲۰۱۴. دریافت‌شده در ۲۲ ژانویه ۲۰۲۲.
7. ↑  "Fluorinated Polymers". BGS.
8. ↑  "Archived copy" (PDF). Archived from the original (PDF) on 2014-08-26. Retrieved 2014-08-21.{{cite web}}:  نگهداری یادکرد:عنوان آرشیو به جای عنوان (link)
9. ↑  "Cross-Linking". Iotron Industries: Electron Beam Sterilization Processing Services. Archived from the original on 2012-12-25. Retrieved 2013-02-11.
10. ↑  "Archived copy". Archived from the original on 2014-08-26. Retrieved 2014-08-21.{{cite web}}:  نگهداری یادکرد:عنوان آرشیو به جای عنوان (link)
11. ↑  "Archived copy". Archived from the original on 2014-08-26. Retrieved 2014-08-21.{{cite web}}:  نگهداری یادکرد:عنوان آرشیو به جای عنوان (link)
12. ↑  http://www.ebeamservices.com/pdf/E-BEAM-Foam-Applications.pdf
13. ↑  "Chain Scission". Iotron Industries: Electron Beam Sterilization Processing Services. Archived from the original on 2012-12-25. Retrieved 2013-02-11.
14. ↑  Singh, A., Silverman, J., eds. Radiation Processing of Polymers. New York, NY: Oxford University Press, 1992.
15. ↑  "Material Considerations: Irradiation Processing" (PDF). Sterigenics. Archived from the original (PDF) on 21 June 2016. Retrieved 22 January 2022.